# 福岡自動車運転免許試験場

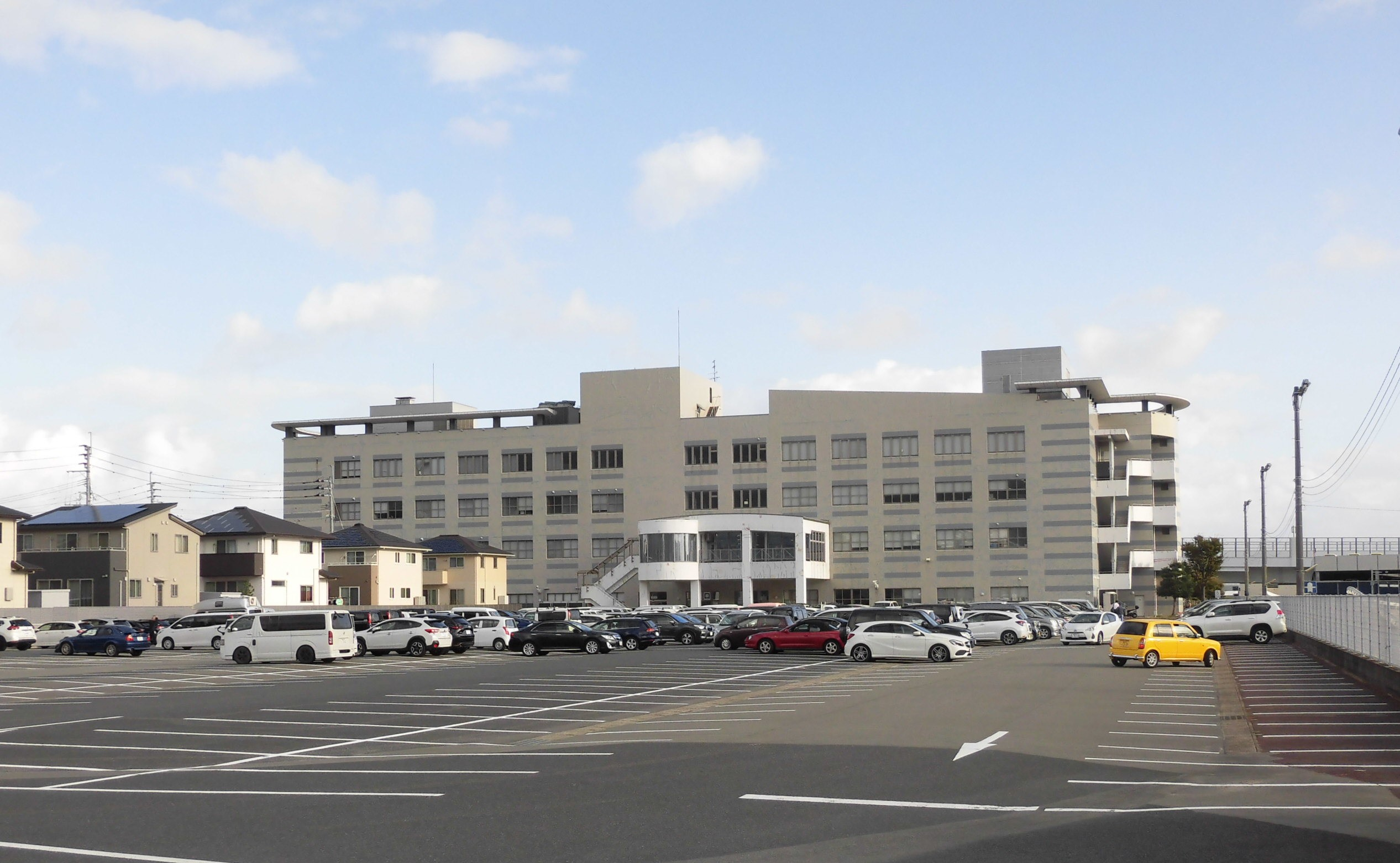
福岡自動車運転免許試験場 (2020年9月)

福岡自動車運転免許試験場（ふくおかじどうしゃうんてんめんきょしけんじょう）は、福岡市南区花畑にある福岡県警察が管理する運転免許試験場である。

## 概要
福岡県下に4カ所ある自動車試験場のひとつであり、名称としては花畑自動車試験場のほか、近隣地名で野間（のま）試験場、または皿山（さらやま）試験場と呼称されることも多い。
福岡都市圏への人口集中により、業務量が処理能力に対して過大になっていたため、優良運転者に対する事務を「ゴールド免許センター」として分離し中央区渡辺通のサンセルコに設けるなどしたが、十分な効果が得られなかった。このため、筑豊試験場の移転に合わせ北九州試験場ともども実車を使った業務を全廃、筆記試験と免許事務のみに特化させた。
福岡都市圏では公安委員会指定自動車教習所が充実していることもあり、実技試験だけでなく高齢者講習等各種講習に関しても、原則としてこれらの指定教習所で受けてからここに来る形となる。

## 所在地
- 本所：〒811-1392（専用番号）　福岡県福岡市南区花畑4丁目7番1号
  - 渡辺通優良運転者免許更新センター（ゴールド免許センター、分所）：〒810-0004　福岡県福岡市中央区渡辺通1丁目1番1号　サンセルコ地下1階

## 交通機関
西鉄天神大牟田線高宮駅から西鉄バス50番・51番系統。「自動車免許試験場前」下車後、徒歩約3分。
以下の主要地区からも試験場前まで西鉄バスが運行されている。
- 博多駅から50番・65番・67番系統
- 天神から51番・151番系統
- 西鉄天神大牟田線大橋駅から区1・区2・外環1系統（外環1系統は「自動車免許試験場前」を通らないため「自動車免許試験場正門前」で下車）
- 藤崎バス乗継ターミナル・西新四丁目・六本松二丁目バス停から96番系統